# Murdock 9-6182
Murdock 9-6182 is een lied van de Golden Earrings dat zij in op 18 april 1969 op hun elpee On the double uitbrachten. Het werd geschreven door George Kooymans.
In het lied bezingt een man de schoonheid van zijn ex-vriendin. Hij wil haar zo obsessief graag terug hebben, dat hij haar "elke dag, elk uur" probeert aan de telefoon te krijgen. De titel van het lied is het telefoonnummer van zijn ex-vriendin; Murdock is een telephone exchange name die in de VS gebruikt wordt om telefoonnummers beter te kunnen onthouden.

## Alles
De Volendamse band Alles zette het lied enkele maanden later op een single. Op de B-kant van de single staat het nummer Deus bonus est dat werd geschreven door Arnold Mühren, de bassist van The Cats.

### Hitnoteringen
De single kwam op 19 juli 1969 de Tipparade binnen en stond daarna vier weken in de Top 40, met nummer 29 als hoogste notering. In 2013 verscheen het lied op nummer 11 van de Volendammer Top 1000, een one time-publiekslijst die werd georganiseerd door een groot aantal Noord-Hollandse radio- en televisieomroepen.
| Nummer | 36 | 35 | 32 | 29 | uit |

Discografie